# Nocne Marsze na Orientację Manewry SKPT
Nocne Marsze na Orientację Manewry SKPT – nocna turystyczna piesza impreza na orientację. Odbywa się raz do roku w drugi lub trzeci weekend marca. Organizatorem imprezy jest Studenckie Koło Przewodników Turystycznych w Gdańsku, działające przy Oddziale Studenckim PTTK. Impreza odbywa się według zmodyfikowanego regulaminu turystycznych imprez na orientację PTTK.
Nocne Marsze na Orientację Manewry SKPT są organizowane corocznie od 1975 roku i są najstarszą cykliczną pieszą imprezą na orientację w regionie pomorskim. Przez wiele lat impreza regularnie przyciągała około 100-150 uczestników. Od roku 2005 można zauważyć stały, skokowy wzrost jej popularności. W 2010 roku w imprezie wystartowało 767 uczestników, co stawia ją w gronie największych nocnych pieszych imprez na orientację w Polsce.
Imprezy z reguły odbywają się na rozległych pagórkowatych obszarach leśnych województwa pomorskiego. Pierwsze imprezy w latach 70. odbywały się na Wysoczyźnie Elbląskiej, znajdującej się obecnie w granicach województwa warmińsko-mazurskiego.

## Przebieg imprezy
Startujące zespoły mają za zadanie potwierdzić w określonym limicie czasu swoją obecność przy ustawionych w terenie punktach kontrolnych. Na każdej z tras zwycięża zespół, który pokonał ją uzyskując najmniejszą liczbę punktów karnych. Uczestnicy zgłaszają się zwykle w zespołach dwuosobowych, ale niektórzy startują samodzielnie lub w trzy osoby. Trasy, w zależności od stopnia trudności, liczą od 16 do 26 km, jednak dystans faktycznie pokonywany przez uczestników zwykle jest o 1/3 większy, ze względu to że odległości są wyliczane w linii prostej pomiędzy punktami. Imprezy odbywają się w godzinach nocnych, dlatego oprócz mapy i kompasu uczestnicy muszą mieć ze sobą oświetlenie.
Charakterystycznym elementem każdych Manewrów SKPT jest to, że uczestnicy poznają dokładną lokalizację dopiero w dniu imprezy. Dawniej informacja ta była przekazywana uczestnikom w miejscu zbiórki, zwykle był nim dworzec PKP Gdynia Główna lub Gdańsk Główny. Obecnie, ze względu na powszechność dostępu do internetu, informacja ta jest podstawowo publikowana na oficjalnej stronie internetowej imprezy.
Drugim charakterystycznym wyróżnikiem Manewrów SKPT wśród turystycznych imprez na orientację jest umożliwienie uczestnikom godzinnego odpoczynku przy ognisku, które jest zorganizowane na każdej z tras. Odpoczynek ten nie jest wliczany w czas przejścia trasy.
Dzięki przygotowaniu wielu tras, impreza umożliwia rywalizację osobom o różnym stopniu doświadczenia. Im wyższy stopień trudności trasy, tym trasa jest dłuższa a jej punkty kontrolne są rozstawiane w trudniejszych nawigacyjnie miejscach. Klasyfikacja tras odbiega od powszechnie stosowanej w turystycznych imprezach na orientację:
- Trasa Ekstremalna – jest porównywalna z kategorią TZ
- Trasa Zaawansowana – jest porównywalna z kategorią TZ
- Trasa Historyczna – jest porównywalna z kategorią TZ
- Trasa Bardzo Trudna – jest porównywalna z kategorią TZ lub TO
- Trasa Trudna – jest porównywalna z kategorią TO
- Trasa Turystyczna – jest porównywalna z kategorią TO
- Trasa Mniej Trudna – jest porównywalna z kategorią TP

## Historyczne edycje imprezy
| Data imprezy | Nazwa imprezy        | Teren imprezy                                  | Ilość uczestników | Ilość zespołów |
| ------------ | -------------------- | ---------------------------------------------- | ----------------- | -------------- |
| 2014-03-22   | XL Manewry SKPT      | Strzebielino                                   | 646               | 284            |
| 2013-03-16   | XXXIX Manewry SKPT   | Sierakowice                                    | 757               | 331            |
| 2012-03-17   | XXXVIII Manewry SKPT | Rytel                                          | 720               | 320            |
| 2011-03-19   | XXXVII Manewry SKPT  | Rumia                                          | 796               | 336            |
| 2010-03-20   | XXXVI Manewry SKPT   | Kaliska (Bory Tucholskie)                      | 767               | 337            |
| 2009-03-14   | XXXV Manewry SKPT    | Rumia                                          | 736               | 328            |
| 2008-03-15   | XXXIV Manewry SKPT   | Łęcze (Wysoczyzna Elbląska)                    | 432               | 197            |
| 2007-03-24   | XXXIII Manewry SKPT  | Kiełpino – Kartuzy                             | 308               | 145            |
| 2006-03-25   | XXXII Manewry SKPT   | Bożepole Wielkie – Strzebielino (północny łuk) | 202               | 95             |
| 2005-03-19   | XXXI Manewry SKPT    | Somonino – Przywidz                            | 120               | 56             |
| 2004-03-20   | XXX Manewry SKPT     | Reda – Koleczkowo                              | 155               | 74             |
| 2003-03-15   | XXIX Manewry SKPT    | Wejherowo – Przetoczyno                        | 121               | 65             |
| 2002-03-16   | XXVIII Manewry SKPT  | Lębork – Dzięcielec                            | 124               | 58             |
| 2001-03-24   | XXVII Manewry SKPT   | Wejherowo – Celbowo                            | 135               | 64             |
| 2000-03-25   | XXVI Manewry SKPT    | Wieżyca – Skorzewo                             | 121               | 61             |
| 1999-03-27   | XXV Manewry SKPT     | Bożepole Wielkie – Strzebielino                | 131               | 66             |
| 1998-03-28   | XXIV Manewry SKPT    | Czersk – Legbąd                                | 104               | 52             |
| 1997-03-22   | XXIII Manewry SKPT   | Pogorzelice – Lębork                           | 90                |                |
| 1996-03-23   | XXII Manewry SKPT    | Podwilczyn – Żelki – Dębnica Kaszubska         | 80                | 41             |
| 1995-03-25   | XXI Manewry SKPT     | Bożepole Wielkie – Kębłowo                     | 90                |                |
| 1994         | XX Manewry SKPT      | Swarożyn – Starogard Gdański                   | 90                |                |
| 1993-03-27   | XIX Manewry SKPT     | Babi Dół – Somonino                            | 130               |                |
| 1992-03-28   | XVIII Manewry SKPT   | Strzebielino – Porzecze                        | 105               |                |
| 1991-03-23   | XVII Manewry SKPT    | Babi Dół – Pręgowo                             |                   |                |
| 1990         | XVI Manewry SKPT     | Szpęgawsk – Swarożyn (Las Szpęgawski)          |                   |                |
| 1989         | XV Manewry SKPT      | Lipusz – Dziemiany                             |                   |                |
| 1988-03-19   | XIV Manewry SKPT     | Strzebielino – Luzino                          | 60                |                |
| 1987-03-28   | XIII Manewry SKPT    | Babi Dół – Kartuzy                             |                   |                |
| 1986-03-22   | XII Manewry SKPT     | Gumieniec – Warcino                            |                   |                |
| 1985-03-23   | XI Manewry SKPT      | Wejherowo Śmiechowo – Szemud                   | 73                | 32             |
| 1984-03-24   | X Manewry SKPT       | Leśniewo (Puszcza Darżlubska)                  | 52                |                |
| 1983-03-26   | IX Manewry SKPT      | Bożepole Wielkie – Rozłazino                   | 53                |                |
| 1982-03-27   | VIII Manewry SKPT    | Bartel Wielki k. Kalisk                        | 102               | 38             |
| 1981-04-04   | VII Manewry SKPT     | Kamienica Królewska                            | 96                | 48             |
| 1980-04-19   | VI Manewry SKPT      | Rozłazino (okolice Lęborka)                    | 65                |                |
| 1979-03-24   | V Manewry SKPT       | Kadyny (Wysoczyzna Elbląska)                   |                   |                |
| 1978-03      | IV Manewry SKPT      | Strzebielino                                   |                   |                |
| 1977-03-26   | III Manewry SKPT     | Kadyny (Wysoczyzna Elbląska)                   |                   |                |
| 1976-03-27   | II Manewry SKPT      | Kadyny (Wysoczyzna Elbląska)                   |                   |                |
| 1975-03-29   | I Manewry SKPT       | Okolice Jeziora Lubowidzkiego koło Godętowa    |                   |                |

## Podobne imprezy
Po drugiej edycji Manewrów SKPT, w grudniu 1976 zorganizowano pierwszą edycję bliźniaczej imprezy na orientację Nocne Marsze na Orientację Darżlub. Z biegiem lat obie imprezy rozwijały się w tym samym kierunku i obecnie ciężko wskazać większe różnice między nimi. Główna różnica wynika z długości nocy – w przeciwieństwie do grudniowego Darżluba na marcowych Manewrach SKPT nie ma możliwości czasowych, aby wszystkie zespoły zdążyły pokonać końcówkę trasy w ciemnościach nocy.